# Un événement à Jérusalem
Un événement à Jérusalem (A Tale of Jerusalem) est une nouvelle d'Edgar Allan Poe publiée pour la première fois en juin 1832. Traduite en français par Charles Baudelaire, elle fait partie du recueil Histoires grotesques et sérieuses.

## Résumé
À Jérusalem, durant le siège de la ville par Pompée en 63 av. J.-C., trois juifs, les Gizbarim (collecteurs d'offrandes) Abel-Phittim, Buzi-Ben-Lévi et Siméon le Pharisien montent sur les remparts de la cité pour procéder à un échange avec les Romains assiégeants : des agneaux contre trente sicles d'argent pour les sacrifices du Temple.
Du haut de la tour Adoni-Bezek, surplombant le camp romain, ils descendent un panier contenant l'argent. Un centurion romain, invoquant le dieu Phébus, les presse d'effectuer la transaction, provoquant l'indignation des Gizbarim qui y voient un blasphème. Ils énumèrent alors une liste de divinités païennes (Nergal, Ashimah, Nibhaz, etc.).
Après une longue attente, ils remontent le panier, s'attendant à y trouver des agneaux. Chacun y voit d'abord ce qu'il espère : un bélier d'Engadi, un premier-né du troupeau, un veau de Bashan. Mais il s'avère que les Romains y ont placé un porc, animal impur selon la loi juive.